# Estudos Africanos
Estudos Africanos é a disciplina voltada para o estudo da África, especialmente as culturas e sociedades da África (em oposição a geologia, geografia, zoologia, etc). O campo inclui o estudo da Cultura da África,  História da África (Colonização da África e Descolonização da África),  Antropologia da África (Grupos étnicos da África e Demografia da África), Política da África, Economia da África (Pobreza da África),  Línguas da África, e religião na África (Religiões tradicionais africanas). Um especialista em estudos africanos é muitas vezes referido como um africanista. Tipicamente, o âmbito dos estudos se concentra em África subsariana, uma vez que África do Norte faz parte do mundo árabe.

## Subseções
Subseções includem:
- Arqueologia
- Cultura da África
- Ecologia
- Filosofia
- História
  - África Ocidental
  - Bantu (África do sul)
  - Colonização
  - Congo
  - Descolonização
  - Egiptologia
  - Escravidão na África
  - Etiópia
  - Grande Zimbabwe
- Linguística
- Literatura
- Política
  - Demografia
  - Development aid
  - Direitos humanos
  - Economia
  - Educação
  - HIV/AIDS
  - Pobreza
  - Urbanização
- Religião

Estudos Afro-Americanos, uma subseção dos American studies, é por vezes combinados com estudos africanos sob o nome de "Africana studies" (ou Black studies).

## Africanistas notáveis
- Albert Adu Boahen (1932-2006)
- François Bassolet (1933-2001)
- Deborah Fahy Bryceson (1951)
- Patrick Chabal (1951-2014)
- David William Cohen (1943)
- Catherine Coquery-Vidrovitch (1935)
- Basil Davidson (1914-2010)
- Mamadou Diawara (etnólogo) (1954)
- Cheikh Anta Diop (1923-1986)
- Georg Elwert (1947-2005)
- John Fage (1921-2002)
- Bill Freund (historiador) (1944-2020)
- Peter Geschiere (1941)
- Franz-Wilhelm Heimer (1930)
- Patrick Manning (historiador) (1941)
- Ali Mazrui (1933-2014)
- Nji Oumarou Nchare (1964)
- Roland Oliver (1932-2014)
- Robert Sutherland Rattray (1881-1938)
- Walter Rodney (1942-1980)
- Niara Sudarkasa (1938-2019)
- Jean Suret-Canale (1921-2007)
- Konrad Tuchscherer (1970)
- P.J. Vatikiotis (1928-1997)
- Andrzej Zajączkowski (1922-1994)

## Centros e projetos de estudos africanistas

### Centros

#### Em Portugal
- Centro de Estudos Africanos da Universidade do Porto, CEAUP[1]
- Centro de Estudos Internacionais do ISCTE-IUL, CEI-IUL, Lisboa[2]
- Centro de Estudos sobre África e Desinvolvimento, CEsA/CSG/ISEG, Universidade de Lisboa[3]
- Instituto de Investigação Científica Tropical, IICT I. P., Lisboa

#### Fora de Portugal
Entre outros:
- Afrika-Studiecentrum, Leida, Países Baixos
- Centre of West African Studies, Birmingham, Reino Unido
- Centro de Estudos Africanos, Universidade Estadual de Michigan, Estados Unidos
- Centro de Estudos Africanos, Universidade de Addis Ababa, Etiópia
- Centro de Estudos Afro-Orientais, Universidade Federal da Bahia, Brasil
- Instituto de Pesquisa da África, Londres, Reino Unido
- Instituto de Estudos Africanos (Institut für Afrikawissenschaften), Universidade de Viena, Áustria
- Instituto de Estudos Africanos da Academia Russa de Ciências, Moscou, Rússia
- Instituto de Estudos Africanos (Institute of African Studies), Legon, Universidade de Gana, Acra, Gana
- Institut des mondes africains, Paris, França
- Les Afriques dans le monde, Pessac, França
- Nordic Africa Institute, Uppsala, Suécia

### Projetos
- Manuscritos de Tombuctu
- Silabário bamum

## Revistas acadêmicas de Estudos Africanos
- Revista Afro-Ásia, pelo Centro de Estudos Afro-Orientais da Universidade Federal da Bahia.